# Lamine Ba
Lamine Ba, née le 24 août 1997 à Villepinte, est un footballeur international mauritanien qui évolue en tant que défenseur central au NK Varaždin.
Il est le frère de El Hadji Ba, également footballeur professionnel.

## Biographie
Passé par les catégories de jeunes de l’En avant de Guingamp, il fait le choix de rejoindre le Paris Saint-Germain à l'été 2015, et dispute l’UEFA Youth League. Au terme de cette saison, il remporte le  Championnat national U19 et termine finaliste de la Youth League, perdu face au Chelsea FC.
Le 15 février 2017, il rejoint le club italien Virtus Entella sur un transfert gratuit,.
Le 24 juillet 2017, Ba s’engage pour le club chypriote Doxa Katokopias. Il s'est vu attribuer le maillot numéro 4.
Après un passage au Luxembourg au sein du Football Club Progrès Niederkorn, Lamine Ba rejoint en juillet 2022 les rangs du NK Varaždin, qui évolue dans le Championnat de Croatie de football

## Carrière internationale
Le 26 mars 2022, Lamine Ba fait sa première apparition avec la sélection mauritanienne lors d'une victoire 2-1 en amical contre le Mozambique. Il s’illustre en marquant le but de la victoire dans le temps additionnel.
Il participe à sa première compétition internationale lors de la Coupe d'Afrique des nations de football 2023 en Côte d’Ivoire, où les Mourabitounes se voit éliminer en 8es de finale face au Cap-Vert.